# 277 a.C.
Il 277 a.C. (CCLXXVII a.C. in numeri romani) è un anno  del III secolo a.C.

## Eventi
- Antigono II Gonata sconfigge i Galli a Lisimacheia.
- Pirro, chiamato in aiuto dai tiranni di Siracusa Tinione e Sosistrato contro i cartaginesi che avevano attaccato la città, si impadronisce del potere e pone fine alla guerra civile.

## Morti
- Sostene, generale e sovrano macedone antico